# کارینا کورک
کارینا کورک (انگلیسی: Karina Kork؛ زادهٔ ۲۳ فوریهٔ ۱۹۹۵) بازیکن فوتبال اهل استونی است.
وی همچنین در تیم‌های ملی فوتبال Estonia women's national football team، و Estonia women's national football team، بازی کرده‌است.